# Trần Văn Linh
Trần Văn Linh (5 tháng 3 năm 1924 – 18 tháng 1 năm 2021) là thẩm phán người Việt Nam, nguyên Chủ tịch Tối cao Pháp viện Việt Nam Cộng hòa đầu tiên và cuối cùng.

## Tiểu sử

### Thân thế và học vấn
Trần Văn Linh sinh ngày 5 tháng 3 năm 1924 tại làng Bình Long, tỉnh Biên Hòa, Nam Kỳ, Liên bang Đông Dương.
Thuở thiếu thời, ông nhập học Trường Tiểu học Tân Uyên. Học xong bậc tiểu học, ông lên Sài Gòn dự thi và được trúng tuyển vào Trường Trung học Pétrus Ký với hạng thứ 13 trong tổng số hai ngàn thí sinh trên toàn quốc về tham dự vào năm 1938. Sau khi thi đỗ bằng thành chung, ông cũng phải thi tuyển để vào học lớp đệ tam.
Năm đó, 1942, lớp đệ tam Trường Pétrus Ký chỉ tuyển 70 học sinh cho 2 lớp. Lần nầy, ông trúng tuyển vào hạng 5 trong tổng số hơn năm trăm thí sinh tham dự. Ông tốt nghiệp bằng tú tài 2 vào năm 1945. Năm 1947, ông vào học Trường Đại học Luật khoa Sài Gòn vừa khai giảng cho niên khóa đầu tiên. Ông tốt nghiệp bằng luật tại trường này vào năm 1950.

### Hoạt động tư pháp
Sau đó, ông trúng tuyển vào ngạch Thẩm phán. Sau khi tốt nghiệp ngành này, ông ra làm phó biện lý Tòa Sơ thẩm Sài Gòn. Từ năm 1954 đến năm 1955, ông là biện lý Tòa Sơ thẩm Vĩnh Long và Mỹ Tho. Trở lại Sài Gòn, ông là Hội thẩm Tòa Thượng thẩm Sài Gòn và Chánh án Tòa Sơ thẩm Sài Gòn. Sau đó, ông làm Thẩm phán Tòa Thượng thẩm và trở thành Chánh án Tòa Thượng thẩm Sài Gòn.
Tổng thống Nguyễn Văn Thiệu đề cử ông vào chức vụ Thẩm phán Tối cao Pháp viện Việt Nam Cộng hòa và được sự chấp thuận của Thượng nghị viện tại Quốc hội. Đến năm 1968, ông được đa số trong tổng số 9 vị Thẩm phán Tối cao Pháp viện bầu chọn làm Chủ tịch Tối cao Pháp viện Việt Nam Cộng hòa. Ông giữ chức vụ này tới hai lần từ năm 1968 đến năm 1969 và từ năm 1971 đến năm 1975.

### Sau năm 1975
Sau biến cố 30 tháng 4 năm 1975, ông đặt chân đến nước Mỹ vào đầu tháng 5 cùng năm. Sau những năm sách vở trở lại trường đại học, ông thi đậu lấy bằng thạc sĩ. Kế đó, ông lên làm Giám đốc quản thủ thư viện tại Trường Đại học Luật Khoa tại New Orleans cho đến khi về hưu. Trong thời gian hưu trí, thỉnh thoảng, ông có tham gia vào những buổi sinh hoạt về Phật giáo. Ông thích sống ẩn dật, thường nghiên cứu và viết sách về lý thuyết Phật học.
Ông qua đời ngày 18 tháng 1 năm 2021 tại Baton Rouge, Louisiana, Hoa Kỳ, hưởng thọ 97 tuổi.

## Đời tư
Ông là người theo tín ngưỡng Phật giáo, lấy pháp danh là Quang Trí. Đã kết hôn, và có năm cô con gái.

## Vinh danh
- Đệ Ngũ Đẳng Bảo Quốc Huân Chương[1][2][4]